# Artemidin tempelj v Efezu
Artemidin tempelj ali Artemizijon (grško Ἀρτεμίσιον, turško Artemis Tapınağı), manj znan kot Dianin tempelj, je bil grški tempelj, posvečen boginji Artemidi. Je v Efezu (blizu sodobnega naselja Selçuk v današnji Turčiji). Eno od sedmih čudes antičnega sveta je bilo trikrat popolnoma obnovljeno pred končnim uničenjem leta 401.  Na najdišču so še vedno temelji in deli kiparskega okrasa zadnjega templja.
Prvo svetišče (temenos) je bilo že pred jonsko kolonizacijo in je nastalo v bronasti dobi. Kalimah ga je v svoji Himni Artemidi pripisal Amazonkam. V 7. stoletju pred n. št. je stari tempelj uničila poplava. Njegova rekonstrukcijo sta okoli 550 pr. n. št. začela kretski arhitekt Herzifron in njegov sin Metagen po naročilu lidijskega kralja Kreza (vladal 560 pr. n. št. do okoli 547 pr. n. št.): projekt je trajal 10 let. Tempelj je bil ponovno uničen leta 356 pr. n. št. v požaru in bil znova obnovljen.
Antipater iz Sidona, ki je sestavil seznam sedmih čudes, opisuje dokončani tempelj:
Pogledal sem na steno vzvišenega Babilona, na katerem je pot za vozove in kip Zevsa v Olimpiji, viseče vrtove in kolos Sonca ter ogromne visoke piramide in veliko Mavzolovo grobnico; a ko sem videl Artemidino hišo, ki se je dvigala v oblake, so ti drugi čudeži izgubili svojo briljantnost in sem si rekel: "Glej, razen z Olimpa, Sonce nikoli ni bilo videti tako polno." 

## Lokacija in zgodovina
Artemidin tempelj je stal v bližini starodavnega mesta Efez, približno 75 km južno od sodobnega pristaniškega mesta Izmir v Turčiji. Danes je kraj na robu današnjega naselja Selçuk.
Sveto mesto (temenos) v Efezu je bilo veliko starejše od Artemidinega templja. Pavzanias je bil prepričan, da je nastalo pred jonsko kolonizacijo in bilo starejše od Apolonovega Didimajona v Didimi. Po njegovem mnenju so bili predjonski prebivalci mesta  Lelegi in Lidijci. Kalimah je v svoji Himni Artemidi pripisal prvi temenos v Efezu Amazonkam, katere čaščenje je bilo po njegovem mnenju osredotočeno na podobo (bretas) Artemide, njihove matere boginje. Pavzanias je zapisal, da je Pindar verjel, da so bile tempeljske Amazonke vpletene v obleganje Aten. Tacit je tudi verjel, da so sodelovale Amazonke, Pavzanias pa je menil, da je tempelj nastal pred Amazonkami.
Sodobna arheologija ne more potrditi Kalimahovih Amazonk, vendar se Pavzaniasov opis o antičnem mestu zdi utemeljen. Pred prvo svetovno vojno so izkopavanja David Georgea Hogarta odkrila tri zaporedne tempeljske stavbe. Ponovna izkopavanja v letih 1987/88 so potrdila, da je bila lokacija zasedena že v bronasti dobi z zaporedjem lončarskih najdb, ki se raztezajo naprej v srednje geometrično obdobje, ko je bil peripter s tlemi iz trde gline zgrajen v drugi polovici 8. stoletja pred našim štetjem. Peripter v Efezu je najzgodnejši primer takega templja na obali Male Azije in morda najzgodnejši grški tempelj, ki ga obdajajo kolonade.
V 7. stoletju pred našim štetjem je tempelj uničila poplava, ki je nasula več kot pol metra peska in mulja nad prvotna tla gline. Med poplavnimi ruševinami so bili ostanki grifina iz rezbarjene slonovine in drevo življenja, očitno severnosirska in nekaj izvrtanih jantarnih kapljic eliptičnega prečnega prereza. Te so bile verjetno enkrat oblečene v leseno podobo (hoanon) Gospe iz Efeza, ki je bila uničena ali najdena med poplavo. Bammer ugotavlja, da nadaljnja uporaba "kaže, da je ohranjanje identitete aktualne lokacije imelo pomembno vlogo v sveti organizaciji", čeprav je bila nagnjena k poplavljanju in se je med 8. in 6. stoletjem nanos mulja dvignil za približno dva metra in še 2,4 m med 6. in 4. stol. pr. n. št. 

## Druga faza
Novi tempelj je vsaj delno sponzoriral kralj Krez, ki je ustanovil lidijski imperij in je bil nadrejen v Efezu. Zasnovan in zgrajen je bil od približno 550 pr. n. št., je delo kretskega arhitekta Hrerzifrona in njegovega sina Metagena. Bil je 115 m dolg in 46 m širok, domnevno prvi grški tempelj, zgrajen iz marmorja. Njegovi peripterni stebri so stali 13 m visoko, v dvojnih vrstah in oblikovali širok ceremonialni prehod okoli cele, ki je hranila kultno podobo boginje. 36 teh stebrov je bilo po mnenju Plinija okrašeno z reliefi. Ebenovinasto ali iz črnikaste trte izklesano kultno podobo naj bi izdelal Endojos, naisk (majhen tempelj) pa je bil zgrajen vzhodno od oltarja na prostem.
Bogat talni nanos iz te dobe je prinesel več kot tisoč predmetov, tudi najzgodnejše kovance, izdelane iz elektruma, srebrne in zlate zlitine. Fragmenti nizkega reliefa na najnižjih bobnih templja, ohranjeni v Britanskem muzeju, kažejo, da so obogateni stebri poznejšega templja, od katerih je nekaj ohranjenih (slika spodaj), različica zgodnejšega templja. Plinij starejši, ki se zdi, da ni bil seznanjen s starodavno kontinuiteto svetega mesta, je zapisal, da so se novi arhitekti templja odločili, da ga bodo zgradili na močvirnih tleh, kar naj bi ga varovalo pred potresi.
Tempelj je postal pomembna zanimivost, obiskovali so ga trgovci, kralji in popotniki, od katerih so se številni poklonili Artemidi z nakitom in raznimi predmeti. Prav tako je ponujal zatočišče tistim, ki so bežali pred preganjanjem ali kaznovanjem, kar je povezano z mitom Amazonk, ki so se dvakrat zatekle v ta tempelj, ker so iskale zaščito boginje pred kaznovanjem najprej Dioniza in kasneje Herakleja.

### Uničenje
Leta 356 pr. n. št. je bil tempelj uničen v grozljivem požigu. Herostrat je ogenj podtaknil v lesenem ostrešju in si prizadeval za slavo za vsako ceno; od tod izraz herostratična slava. Efežani so zaradi tega smrtno obsodili storilca in prepovedali vsakomur omeniti njegovo ime; vendar ga je kasneje omenil Teopomp. V grški in rimski zgodovinski tradiciji je uničenje templja sovpadlo z rojstvom Aleksandra Velikega (okoli 20. in 21. julija 356 pr. n. št.). Plutarh je opozoril, da je bila Artemida preveč zaskrbljena z rojstvom Aleksandra in ni utegnila rešiti svojega gorečega hrama.

## Tretja faza
Aleksander je ponudil plačilo za obnovo templja; Efežani so ga taktično zavrnili in ga na koncu obnovili po njegovi smrti. Delo se je začelo leta 323 pr. n. št. in nadaljevalo še vrsto let. Tretji tempelj je bil večji od drugega; 137 m dolg, 69 m širok in 18 m visok z več kot 127 stebri. Atenagora Atenski imenuje Endoja, učenca Dedala, kiparja glavne kultne podobe Artemide.
Pavzanias (2. stoletje) poroča o drugi podobi in oltarju v templju, posvečenem Artemidi Prototroniji (Artemida "na prvem prestolu"), in galeriji slik nad tem oltarjem skupaj s starodavno figuro Niks (prvotne boginje Noč) kiparja Rojkosa (6. stoletje pred našim štetjem). Plinij opisuje podobe Amazonk, legendarnih ustanoviteljic Efeza in prvih zaščitnic Efeške Artemide, ki jih je izklesal Skopas. Literarni viri opisujejo okrasje templja s slikami, stebri naj bi bili oblečeni z zlatom in srebrom, religiozna dela pa priznanih grških kiparjev Poliklejta, Fidija, Krezila in Fradmona.
Ta rekonstrukcija je preživela 600 let in se večkrat pojavlja v zgodnjih krščanskih knjigah Efeza. Po Novi zavezi je pojav prvega krščanskega misijonarja v Efezu povzročil, da so se domačini zbali omadeževana templja. Janezova dela iz 2. stoletja vsebujejo apokrifno pripoved o uničenju templja: apostol Janez je javno molil v Artemidinem templju, izgnal demone in "naenkrat se je Artemidin oltar razdelil na več koščkov ... in polovica templja se je zrušila", in tako spreobračal Efežane, ki so jokali, molili ali bežali.
V nasprotju s tem je rimski edikt iz leta 162 priznal pomen Artemidinega templja, letnega efeškega Artemidinega festivala in ga uradno razširili z nekaj svetih dni na ves mesec, od marca do aprila, bil je "eden največjih in najveličastnejših verskih festivalov v liturgičnem koledarju".
Leta 268 je bil tempelj uničen ali poškodovan med napadom Gotov, vzhodnogermanskega plemena, ko je vladal cesar Galen: "Respa, Veduc in Thuruar, voditelji Gotov, so z ladjo odpluli čez ožino Helesponta v Azijo. Tam so zajeli veliko prebivalcev in požgali znamenit Dianin tempelj v Efezu", je zapisal Jordanes v delu Getici.
Nato je bil morda obnovljen ali popravljen, vendar je njegova poznejša zgodovina zelo nejasna. Vsaj nekateri kamni iz templja so bili uporabljeni pri gradnji drugih stavb. Nekateri stebri v Hagiji Sofiji so prvotno pripadali Artemidinemu templju, v Parastaseis sintomoi hronikai (hiter zgodovinski zapis) pa je zapisano, da so bili ponovno uporabljeni številni kipi in drugi dekorativni elementi iz templja v celotnem Konstantinoplu.
Glavni vir za Artemidin tempelj v Efezu sta delo Plinija starejšega Naravoslovje (Naturalis historia,  XXXVI. xxi. 95, Pomponius Mela i:17) in Plutarhovo Življenje Aleksandra (ki se nanaša na požig templja).

## Ponovno odkrivanje templja
Po šestih letih iskanja je mesto templja leta 1869 ponovno odkrila odprava, ki jo je vodil John Turtle Wood in sponzoriral Britanski muzej. Izkopavanja so se nadaljevale do leta 1874. Nekaj nadaljnjih fragmentov skulptur so našli med izkopavanji v letih 1904–1906, ki jih je vodil David George Hogarth. Izkopani delci skulptur iz 4. stoletja in nekaj iz prejšnjega templja, ki so bili uporabljeni za zasipavanje med obnovo, so bili sestavljeni in prikazani v "Efeški sobi" Britanskega muzeja. Poleg tega je muzej del najverjetneje najstarejšega skladišča kovancev na svetu (600 pr. n. št.), ki je bil pokopan v temeljih arhaičnega templja.
Danes je najdišče templja, ki leži nekoliko zunaj naselja Selçuk, označeno z enim samim stebrom, zgrajenim iz zanikrnih fragmentov, odkritih na kraju samem.

## Kult in vpliv
Arhaični tempelj pod poznejšimi templji je bil očitno neka oblika templja Velike boginje, vendar ni nič znano o njenem kultu. Literarni opisi ga opisujejo kot Amazonke in se nanašajo na poznejšega ustanovitelja mitov grških naseljencev, ki so razvili kult in tempelj efeške Artemide. Bogastvo in sijaj templja in mesta so bili dokaz o moči te boginje in so bili podlaga za lokalen in mednaroden ugled: kljub zaporednim uničenjem templja je vsaka obnova – darilo in čast boginji – prinesla dodatno blaginjo. Veliko ljudi je prišlo v Efez v marcu in v začetku maja, da se je udeležilo glavne procesije v čast Artemide.
Artemidina svetišča, templji in festivali so bili v celotnem grškem svetu, vendar je bil efeški edinstven. Efežani so jo imeli za svojo in zaničevali vse druge. Ko je Perzija zrušila in zamenjala lidijskega kralja Kreza, so Efežani zmanjšali svoj prispevek za obnovo templja. Na splošno so Perzijci lepo ravnali z Efezom, umaknili so le nekatere religiozne artefakte iz Artemidinega templja v Sarde in pripeljali perzijske duhovnike v efeški kult, a jim ni bilo oproščeno. Ko je Aleksander osvojil Perzijo, je bila njegova ponudba za financiranje druge obnove templja vljudna, vendar so jo zavrnili. Efeška Artemida je diplomaciji mesta dala močno versko noto.
Pod helensko vladavino in kasneje pod rimsko je bil festival vse bolj glasnik in ključna prvina panhelenskega festivala. Bil je del dokončne grške politične in kulturne identitete, bistvene za gospodarsko življenje v tej regiji, in odlična priložnost, da mladi neporočeni Grki obeh spolov najdejo partnerje za zakon. V imenu boginje so potekale igre, tekmovanja in gledališke predstave. Plinij opisuje procesijo kot čudovito množico. Prikazana je na eni od najboljših  Apelovih slik, ki je prikazovala podobo boginje, ki jo je prenašala ulica in jo obkrožajo dekleta. V rimskem imperialnem obdobju je cesar Komod dal svoje ime za festivalske igre in jih sponzoriral.

## Efeška Artemida
Z grškega vidika je efeška Artemida značilna oblika boginje Artemide. V grškem kultu in mitu je Artemida Apolonova sestra dvojčica, deviška lovka, ki je nadomestila Titanovo Seleno kot boginjo Lune. V Efezu je bila boginja, ki so jo Grki povezovali z Artemido, pokopana v arhaični, gotovo predhelenski kultni podobi, ki je bila izrezljana iz lesa in je bila okrašena z nakitom.
Robert Fleischer je kot dekoracijo primitivnega hoanona označil spremenljive lastnosti, medtem ko sta Minucij Feliks in Sveti Hieronim napadala pogansko religijo, kar se bere kot: toliko prsi ali "jajc", kar označuje njeno plodnost (drugi jih razlagajo kot testise žrtvovanih bikov na podobi s podobnim pomenom). Najbolj je podobna bližnjevzhodnim in egipčanskim božanstvom, najmanj grškim, njeno telo in noge so zaprti v oblačilu, podobnemu stožcu, kot (term, iz katerega njene noge štrlijo navzven. Na kovancih, ki so jih izkopali v Efezu, navidezno bogata boginja nosi krono v obliki obzidja, atribut Kibele.
Na kovancih ima roko na palici iz prepletenih kač ali na kupu urobor, s kačo z repom zmaja v ustih. Gospa iz Efeza ima skupno s Kibelo to, da je  vsaka služila svetemu templju, sveti ženski ali sveti prostituciji (hierodules, hiero – sveti, sveto, dule – ženski pomočnik) pod vodstvom svečenice, ki je podedovala svojo vlogo po svečenikih evnuhih, imenovanih megabizoi, pa tudi mladih devicah (korah).
"Jajca" ali "prsi" Gospe iz Efeza, ki se zdaj prikazujejo, morajo biti ikonografski potomci jantarnih kapljic, eliptične v prečnem prerezu in izvrtane za obešanje, ki so bile ponovno odkrite pri izkopavanjih 1987/88. Ostale so tam, kjer je starodavne lesene kultne figure ujela poplava v 8. stoletju. Ta oblika nakita kot dojke je bila razvita že v geometričnem obdobju. Hipoteza, ki jo je ponudil Gerard Seiterle, da predmeti v klasičnih predstavitvah niso predstavljali bikovih mod oziroma jajc, ni mogoče opredeliti.
Votivni napis, ki ga je omenila Florence Mary Bennett, ki je najverjetneje iz 3. stoletja pred našim štetjem, povezuje efeško Artemido s Kreto: "Zdravitelju bolezni, Apolonu, dajalcu svetlobe smrtnikom, je Evtihes dal glas, ki daruje [kip]u krečanske Gospe iz Efeza, nosilcu svetlobe."
Grške navade sinkretizma so prevzele vse tuje bogove v obliki katerega iz olimpskega panteona, ki so jim znani – v  interpretatio graeca – in jasno je, da je v Efezu identiteta Artemide nastala pri jonskih naseljencih iz "Gospe iz Efeza". Krščanski pristop je bil nasproten strpnemu sinkretističnemu načinu poganov do bogov, ki niso bili njihovi. Krščanski napis v Efezu se glasi:
 »Uničujoč varljivo podobo demona Artemide, je Demeas postavil ta simbol Resnice, Boga, ki uničuje idole, in križ duhovnikov, smrtonosnega in zmagovalnega znaka Kristusa.« 
Trditev, da so Efečani mislili, da je njihova kultna slika padla z neba, čeprav je bil znan izvor – mit na drugih krajih, je znan le v Efezu iz Dela 19:35:
 »Kdo ne ve, da je mesto Efez oboževalec velike boginje Diane in slike, ki je padla z Jupitra?« 
Lynn LiDonnici ugotavlja, da se bodo sodobni znanstveniki verjetno bolj ukvarjali z izvori Gospe iz Efeza in njeno ikonologijo, kot so se njeni privrženci kadar koli, in bodo naklonjeni ustvarjanju sintetičnega opisa z zbiranjem dokumentacije, ki sega več kot tisočletje nazaj, da bi ustvarili ponarejeno, enotno sliko kot nespremenljivo ikono. 